# Ваврово
Ваврово (пол. Wawrowo) — село в Польщі, у гміні Лідзбарк Дзялдовського повіту Вармінсько-Мазурського воєводства.
Населення — 144 особи (2011).
У 1975-1998 роках село належало до Цехановського воєводства.

## Демографія
Демографічна структура станом на 31 березня 2011 року:
|          | Загалом | Допрацездатний вік | Працездатний вік | Постпрацездатний вік |
| -------- | ------- | ------------------ | ---------------- | -------------------- |
| Чоловіки | 66      | 18                 | 40               | 8                    |
| Жінки    | 78      | 22                 | 34               | 22                   |
| Разом    | 144     | 40                 | 74               | 30                   |